# Йосино (уезд)
Йосино (яп. 吉野郡 Йосино-гун) уезд расположен в префектуре Нара, Япония.

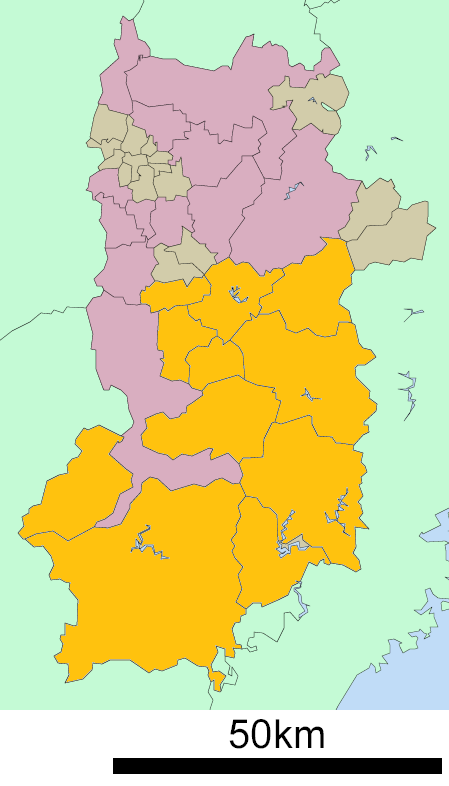
Расположение уезда Йосино в префектуре Нара.

По оценкам на 1 апреля 2017 года, население составляет 39,698 человек, площадь 2,054.9 км ², плотность 19.3 человек / км ².

## Посёлки и сёла
- Оёдо
- Симоити
- Йосино
- Хигасиёсино
- Камикитаяма
- Каваками
- Куротаки
- Носегава
- Симокитаяма
- Тенкава
- Тоцукава